# 直背指纹蛤
直背指纹蛤（学名：Acila schencki），是弯锦蛤目银锦蛤科指纹蛤属的一种。主要分布于中国大陆，常栖息在水深220米软泥。